# Sarmatia indenta
Sarmatia indenta là một loài bướm đêm trong họ Erebidae.